# Gary Paffett
Gary Paffett, född 24 mars 1981 i Bromley i England, är en brittisk professionell racerförare och fabriksförare för Mercedes-AMG i bland annat DTM.

## Racingkarriär
Paffett vann det Tyska F3-mästerskapet 2002, och körde sedan en kort sejour med Brandstallet i Formel 3000 innan stallet gick i konkurs. Paffett började sedan köra i DTM säsongen 2003. Han kom på andra plats 2004 och vann före Mattias Ekström 2005. Han ersatte Alexander Wurz som testförare för McLaren säsongen 2006.